# Love In L.A.
《Love In L.A.》是香港歌手陳百強的第十八張粵語大碟，原創歌曲比例極高，是陳百強其中一張整體選曲最出色的專輯，收錄了名曲《一生不可自決》，乃是名電影《末代皇帝——溥儀》無線電視粵語配音版主題曲，而《南北一家親》、《天生不是情人》及《雙星情歌》亦是當時相當流行的歌曲，《寂寞的感覺》則是陳百強相隔數年後的全新高水準創作。這是陳百強最後一張同時發行黑膠唱片的專輯，唱片採用雙封套設計，於1991年1月18日推出。

## 製作背景
《一生不可自決》作曲者賴健聰在2018年「光影留聲——紫因.思憶～陳百強」分享會中透露是陳百強當時所在團隊（此團隊中的另一著名歌手為林憶蓮）的領導者——華納宣傳部經理何哲圖把他介紹給陳百強認識的，在丹尼確認收貨他這一首曲子後，知道丹尼要求高，他還跟何哲圖說過編曲要做好一些（意思是可以找外面的頂級編曲人編曲），但何哲圖卻跟他說丹尼很滿意他的編曲。
向雪懷曾如此描述《一生不可自決》的歌詞創作過程：
今次的監制是一個新人賴健聰(Peter) 。《一生不可自決》是他只用了二十分鐘完成的作品，得到Danny的首肯后，把作品送到我手上。Danny是那種最了解自己的歌手，他的看法制作人當然會尊重及聆聽。

Demo (小樣)錄在卡帶上，我回家聽了很多遍，越聽越不開心，因為如果陳百強喜歡這首歌，即是他還沒有走出心理陰影。我應該怎麼做才對，我應該如何寫才好？
真的很困難，我要在鼓勵和控訴之間作出選擇。當然我沒有選擇余地，最後只可嘗試將兩者結合。這兩個對立面在同一首歌里，起筆又談何容易？

Danny不是一個圣人，他有所追求，但絕不妥協，因此一開始我就用「我沒有 自命灑脫」承認這個事實。我要寫一首他自己唱給自己聽的歌，一首他自己告訴自己現實是多麼殘酷的歌，一首他自己提醒自己要懂自我鼓勵的歌。

目下「曾心愛的為何分別，和不愛的年年月月，一生不可自決」的愛情多的是，沒什麼稀奇。得不到的永遠是最好，那是人之常情，因為不用面對永遠守護的艱難。
陳百強的鬱悶來自他「仍然愿一生一世的欠缺」都不委屈自己，真不幸又一次寫中他當時的處境。他錄唱時十分興奮，錄好后還要求監制給他機會中段Double track，希望達到最完美的效果。

我主觀的愿望是當他每次唱這首歌時都能給他正能量。聽說他之後真的找回自己，重建快樂，做回一個開心的人。
陳百強很滿意賴健聰的《一生不可自決》，他後來對唱片公司説，這個年輕人很可以，不如下張唱片也找他做。
《一生不可自決》是無線電視粵語配音版名電影《末代皇帝——溥儀》(The Last Emperor）的主題曲，此電視特別版總片長218分鐘（相較於上映電影的160分鐘），約有4至5集，分數個周六的晚上10時30分於翡翠台播出。
無線電視曾為《一生不可自決》製作了兩個音樂錄影帶版本，其中較後的版本插播了大量的《末代皇帝——溥儀》電影片段。
陳百強在1991年接受「100分」雜誌訪問時透露了一些《南北一家親》的製作故事：「我並沒有聽過他（Dick Lee）的作品，是因這首歌是由許願與林憶蓮一同監製的，而憶蓮則找來Dick Lee為我作曲。我倆（林憶蓮）向來都是好朋友，一天她提議為我監製首歌，我當然求之不得，而且我對憶蓮很有信心，這樣就搞了這首歌出來。」
陳百強在《陳百強83演唱會》中曾邀請兩位中學好友一起上台合唱《雙星情歌》，當中他如此描述了此曲：「我們唱一首『禁歌』好嗎？記不記得那時候校長不讓我們唱情歌？他們說意識不好，說中學還未適合唱情歌，所以我們只能躲起來唱，就差躲在厠所唱了，就是這首（《雙星情歌》）。」
《雙星情歌》是香港早期流行樂壇一首著名的情歌，此曲由許冠傑譜曲填詞及主唱，亦是1974年許氏兄弟首部電影《鬼馬雙星》的插曲。
陳百強作曲的《寂寞的感覺》，描述處身於歐美露天影院中的思念與寂寞，唯美傷感。陳百強在1991年接受「100分」雜誌訪問時曾如此描述《寂寞的感覺》：「自己亦有一首作品名為《寂寞的感覺》，是一首非常淒慘的歌曲，這是我最後一首傷感的作品，因為我覺得，寂寞本來就是非常淒涼，何必再用淒怨的曲調去唱呢！所以，我以後會以輕鬆手法來表達這些感覺。」陳百強後來亦於「陳百強91紫色個體演唱會」上表達過類似的觀點。
《半生人》作曲者張瑞文曾於2013年在Youtube留言：「我是作這曲的人，在此也想寫下對Danny的懷念。在寫曲時已把這曲名為‘半生人’，并寫下大約的歌詞內容。十分高興Danny採用了並放在他Love in L.A.的專輯。Danny獨特的唱腔很配合旋律，而他回望的半生，竟於數年後成為他人生的大部份。那些年，歌手都有獨特的自我風格及形象，Danny更是才華出眾的唱作人。一個會令我們永遠懷念的真正「歌星」。」
專輯封面的小丑臉壁畫背景拍攝於美國加州洛杉磯的Melrose Avenue，而專輯歌詞小冊中的照片則大部分拍攝於洛杉磯的好萊塢林蔭大道（Hollywood Boulevard），當中陳百強背靠的那道墻名叫「You Are The Star」，是好萊塢歷屆著名演員在電影里面所塑造的角色的涂鴉墻，創作于1983年，這面墻被視為當地的文化遺產。
聯合唱片監製陳志康是華納的新進監製，他早前在澳大利亞進修時主要是攻讀古典編曲。

## 迴響
《一生不可自決》的旋律情感基調深沉卻哀而不傷，歌詞圍繞「選擇」及「命運」這一主題展開，細膩地刻畫了主人公內心的掙扎與不甘，道出了人生的無奈與難以自主的困境，同時也蘊含著對未來的希望與堅韌。陳百強的演繹既有力量又帶著一絲無奈，令人感同身受。
《南北一家親》及《一生不可自決》皆獲得無線「勁歌金榜」冠軍，《一生不可自決》亦入選無線「十大勁歌金曲1991年第一季季選」。

## 衍伸
1997年，日本著名搖滾樂隊Zard推出細碟《風が通り抜ける街へ》（風吹拂而過的城市），在專輯封面及音乐录影带中， 樂隊主唱坂井泉水曾於同一地點的小丑臉壁畫旁拍攝。 

## 曲目
| 曲序     | 曲目                                                 |          | 作曲         | 编曲     | 备注 | 时长  |
| -------- | ---------------------------------------------------- | -------- | ------------ | -------- | --- | ----- |
| 1.       | 天生不是情人                                         | 林夕     | 徐日勤       | 徐日勤   | 第一主打 | 4:37  |
| 2.       | 寂寞的感覺                                           | 向雪懷   | 陳百強       | 盧東尼   | 第四主打 | 4:31  |
| 3.       | 南北一家親                                           | 周耀輝   | 李迪文       | 杜自持   | 第二主打 和音：林憶蓮、樓南光、李迪文、倫永亮 改編自李迪文(Dick Lee)的《Let's All Speak Mandarin》 監制：許愿、林憶蓮 | 4:35  |
| 4.       | 雙星情歌                                             | 許冠杰   | 許冠杰       | 杜自持   | 第五主打 原唱者為許冠杰，為1974年電影《鬼馬雙星》插曲                                                                 | 4:12  |
| 5.       | 心痛                                                 | 小美     | 徐日勤       | 徐日勤   | | 4:37  |
| 6.       | 夢唏噓                                               | 因葵     | 盧東尼       | 盧東尼   | | 4:43  |
| 7.       | 一生不可自決（電影《末代皇帝》無線電視配音版主題曲） | 向雪懷   | 賴健聰       | 賴健聰   | 第三主打 《末代皇帝》(The Last Emperor)電影版片長160分鐘，電視特別版片長218分鐘，分數個週末播放。                     | 4:50  |
| 8.       | 醉翁之意                                             | 潘偉源   | 杜自持       | 杜自持   | | 4:24  |
| 9.       | 半生人                                               | 王書權   | 張瑞文       | 陳志康   | | 4:45  |
| 10.      | 愛在今宵                                             | 王書權   | Parker McGee | 杜自持   | 改編自England Dan & John Ford Coley的《I'd Really Love to See You Tonight》                                           | 3:05  |
| 总时长： | 总时长：                                             | 总时长： | 总时长：     | 总时长： | 总时长： | 44:19 |

| 同期推出但未收錄於陳百強專輯的歌曲 | 同期推出但未收錄於陳百強專輯的歌曲  | 同期推出但未收錄於陳百強專輯的歌曲 | 同期推出但未收錄於陳百強專輯的歌曲 | 同期推出但未收錄於陳百強專輯的歌曲 | 同期推出但未收錄於陳百強專輯的歌曲 | 同期推出但未收錄於陳百強專輯的歌曲 |
| 曲序                               | 曲目                                |                                    | 作曲                               | 编曲                               | 备注 | 时长                               |
| ---------------------------------- | ----------------------------------- | ---------------------------------- | ---------------------------------- | ---------------------------------- | --- | ---------------------------------- |
| 1.                                 | 我要等的正是你（陳百強·林憶蓮合唱） | 潘源良                             | Jose Mari Chan                     | 杜自持                             | 改編自Jose Mari Chan & Janet Basco的《My Girl, My Woman, My Friend》 監製：許願 收錄于1991.02林憶蓮的《夢了、瘋了、倦了》專輯 收錄於2015.01陳百強的《Elegance & Charm 文質翩翩》精選 1991年林憶蓮即將約滿華納，陳百強提議兩人合唱一曲，因此便有了此曲。 | 4:56                               |

## 製作人員
- 監制：陳志康、陳百強

許願 (南北一家親)
- 錄音：邱禮豪、楊德強、甘志偉
- 混音：張子慶、蔡顯樂、王紀華
- 錄音室：Sound Station、CBS/Sony Studio
- 攝影：黃永熹Sam Wong
- 拍攝地點：Hollywood Boulevard, Los Angeles
- 封套設計：黃炳培Stanley Wong[15]

## 派台成績
| 歌曲         | 港台 中文歌曲龍虎榜 | 無線 勁歌金榜 | 商台 叱吒樂壇流行榜 | 新城 新城勁爆榜 |
| ------------ | ------------------- | ------------- | ------------------- | --------------- |
| 天生不是情人 | 6                   | 3             | 10                  | -               |
| 南北一家親   | 5                   | 1▲            | 5                   | -               |
| 一生不可自決 | 3■                  | 1●            | 6                   | -               |

▲1991年第7周

●1991年第13周

■

## 獎項
- 1991年度十大勁歌金曲

- 「十大勁歌金曲第一季季選」：《一生不可自決》